# Diplocalyptis apona
Diplocalyptis apona är en fjärilsart som beskrevs av Diakonoff 1976. Diplocalyptis apona ingår i släktet Diplocalyptis och familjen vecklare. Inga underarter finns listade i Catalogue of Life.